# Alin Avila
 (mai 2022).
Si vous disposez d'ouvrages ou d'articles de référence ou si vous connaissez des sites web de qualité traitant du thème abordé ici, merci de compléter l'article en donnant les références utiles à sa vérifiabilité et en les liant à la section « Notes et références ».
Pour les articles homonymes, voir Ávila (homonymie).
Alin Alexis Avila, né le 16 janvier 1952 , est un critique d'art, éditeur et commissaire d'exposition,,,,.
Il dirige la revue Area,.

## Principaux commissariats d'expositions
1979
- Jean Gourmelin, rétrospective, Maison des arts et de la culture de Créteil.
- Jean Gourmelin, rétrospective, C.A.C. (Carré Saint-Vincent), Orléans.
- Jean Gourmelin, rétrospective, C.A.C. de Macon.

1980
- Robert Malaval, Attention à la peinture, exposition pirate, Maison des arts et de la culture de Créteil
- Christian Zeimert, C.A.C. de Macon.

1981
- Midi et demi, Festival d'Avignon, Église des Cordeliers, Église des Célestins, Chapelle de l'Oratoire, Avignon.

1982
- Lieux d'artistes, Centre national d'art et de culture Georges-Pompidou, Biennale de Paris, Paris
- Une autre photographie avec Christian Gattinoni, Maison des arts et de la culture de Créteil.
- Zwy Milshtein, rétrospective, Maison des arts et de la culture de Créteil.
- Franta, C.A.C. de Macon.
- Ernest Pignon-Ernest, C.A.C. de Macon.

1983
- Roger Blin, Festival d'Avignon , avec M. Meunier, Église des Célestins

1985
- Germination III, Orangerie Kassel, Allemagne
- Germination III, Cathédrale de Bréda, Pays-Bas
- Germination III, Maison des arts et de la culture de Créteil.

1986
- Patrice Alexandre, les grandes esquisses, Maison des arts et de la culture de Créteil.
- Franciszek Starowieyski, Maison des arts et de la culture de Créteil.
- Franciszek Starowieyski, Centre d'Art contemporain Hérouville-Saint-Clair, exposition inaugurale.
- Taller d'Amsterdam – Armando Bergalla, Hector Vilche, Maison des arts et de la culture de Créteil.

1987
- Jean-Pierre Le Boul'ch, Parcours, Maison des arts et de la culture de Créteil.

1988
- Colette Deblé, Festival international de films de femmes de Créteil.
- René Duvillier, Maison des arts et de la culture de Créteil.

1989
- Eva David, Festival international de films de femmes de Créteil.
- Serge Plagnol, peintures, Maison des arts et de la culture de Créteil.
- Serge Plagnol, peintures, Centre d'art contemporain, Rouen

1990
- Marie Rauzy, Festival international de films de femmes de Créteil
- Patrick Lanneau, rétrospective, Maison des arts et de la culture de Créteil
- Pierre Olivier, rétrospective Maison des arts et de la culture de Créteil
- Laurent Bétremieux, Maison des arts et de la culture de Créteil

1991
- Danièle Gibrat, Festival international de films de femmes de Créteil.

1992
- Christine Jean, Festival international de films de femmes de Créteil.
- Zwy Milshtein, Centre culturel français de Stockholm, Suède.

1993
- Daniel Mesguich, parmi les cendres quelques restes..., Maison des arts et de la culture de Créteil
- Peter Klasen, rétrospective, C.A.C. Istres (exposition inaugurale)
- Patrick Lanneau, Hippodrome de Douai, Douai.

1998
- Rencontre en aparté, Bibliothèque Louis Aragon, Église Saint-Germain, Amiens.

2000
- Avatars - Axel Pahlavi + Julien Sirjacq + Jérôme Zonder Area, Paris

2002
- Art ou nature, Orangerie du Sénat, Jardin du Luxembourg, Paris.

2007
- Zwy Milshtein, Fées et petites merveilles, Orangerie du Sénat, Jardin du Luxembourg, Paris.

2008
- 1re Biennale du Havre

2010
- Laboratoire 1

2011
- Premier festival de l'histoire de l'art, Hôtel de Ville, Fontainebleau
- De l'art brut et d'autres choses Musée d'Allard, Montbrison.

2012
- Le couple réinventé, Mairie de Paris 10.
- Zwy Milshtein, à vos papiers, Musée de Sens.
- Philippe Artias, 1ooe anniversaire, Biennale internationale du Desingn et Opéra Théâtre. Saint Étienne.

2013
- Chifra, Avenue des champs Élysées, Paris. (pdf
- Chifra, National Art National Art Museum of China, Beijing, R.P.C.
- Chifra, Guangshanyue Art Museum, Shen Zhen, R.P.C.
- Chonq Quing Fine Art Museum, Chong Quing, R.P.C.
- Hivernales, Palais des Congrès, Montreuil.

2014
- F. Starowiesky, 1982-1993, une saison parisienne. Galerie Nationale, (Państwowa Galeria Sztuki) Sopot Pologne.

2015
- L'art est une femme 5 artistes polonaises, Mairie de Paris 10.
- XU Ying, le monde mythes et masques, Mairie de Paris 10.
- P'Art Sino Français, avec FAN Zhe, Parc de sculptures à Shunde, RPC.

2016
- China10 – 1em Festival de la culture chinoise, Académie des arts de Chine, Liang Yi, Liu Zhao, Mairie de Paris 10.
- De fer et d'or, Eva David et Bruno Durieux, Orangerie du Sénat, Jardin du Luxembourg, Paris.
- Uns et autres, Laurent Bétremieux, Orangerie du Sénat, Jardin du Luxembourg, Paris.
- Portrait des plantes, Akira Inumaru Jardin des plantes de Rouen.
- Dong Xiè xi diu, Galerie de l'Usine électrique, Allauch.

2017
- China10 – 2e Festival de la culture chinoise, Cheung Chiwai, Mairie de Paris 10.
- Justes – Parc international Cévenol, et le Lieux de Mémoire, Le Chambon-sur-Lignon
- Caractères, Bruno Durieux – Parc international Cévenol, et Lieu de Mémoire, Le Chambon-sur-Lignon.
- Connivence, Jiang Shanqing, François Jullien – Parc international Cévenol, Le Chambon-sur-Lignon.

2018
- “Je peins, donc tu es”, Hans Bouman, Orangerie du Sénat, Jardin du Luxembourg

2022
- Festival Courant d'Art – Cimes et Racines, Akira Inumaru – Abbatiale Saint-Ouen, Rouen.
- Festival Courant d'Art – Stellaires, Guillaume Couffignal – Abbatiale Saint-Ouen, Rouen.

## Ouvrages
1977
- Jacques Callot, Cahier de l'art mineur no 3, Paris.
- Louis Auguste Gustave Doré, Cahier de l'art mineur no 9, Paris.

1978
- J.J.G Grandville en ses secrets, éd. Limage, Paris.

1979
- Roman Cieslewicz : graphismes, préface Fernando Arrabal, Cahier de l'art mineur no 20, Paris.

1982
- Jean Gourmelin, coll. Autrement l'art no 4, Éditions Autrement, Paris.
- Les collectifs d'artistes en France, Rapport pour le ministère de la Culture, Éditions Autrement, Paris

1983
- Vladimir Veličković, coll. Autrement l'art no 4, Éditions Autrement, Paris.
- Graphic production / 73-83, 1 000 dessins sauvages avec Gérard Guéguan et Bruno Richard, coll. Autrement l'art no 10

1986
- P.K. Peter Klasen, coll. Initiale no 2, Area éditeur, Paris.
- P.A. Patrice Alexandre : Les grandes esquisses, coll. Initiale no 3, Area éditeur, Paris.
- Regards, Arthur Rimbaud, ouvrage de bibliophilie accompagné de lithographies d'Ernest Pignon-Ernest, B+A éditeurs, Paris.
- Atelier, dessins de Vladimir Veličković, photographies de Claude Bricage, B+A éditeurs, Paris.

1988
- V.V. Victor Vasarely, coll. Initiale no 15, Area éditeur, Paris.
- Dado, Buffon, coll. Initiale no 20, Area éditeur, Paris.
- Bernard Noël, tête d'ombre, coll. Initiale no 21, Area éditeur, Paris.
- P.O. Pierre Olivier, l'arbre en tête, coll. Initiale no 22, Area éditeur, Paris.
- J.T. Jacques Trovic, coll. Initiale no 22, Area éditeur, Paris.
- Gérard Guyomard, coll. Initiale no 29, Area éditeur, Paris.

1989
- René Duvillier, rétrospection, préface. Catalogue des éditions du Musée de Morlaix
- Bernard Buffet, éditions NEF, Paris. Casterman, Bruxelles  (ISBN 9782707900210)

1990
- J.M. Jérôme Mesnager, performances, Initiale no 30, Paris.
- Hexagone - Victor Vasarely, Livre sculpture, ouvrage de bibliophilie, B+A éditeurs, Paris.
- La Non biographie de François Le Roux, édition Mostini, Paris.  (ISBN 9782908549072)
- Serge Plagnol, éditions Pernot Mécénat.  (ISBN 9782907698023)

1992
- Je suis la ligne, poèmes, illustration de Serge Plagnol, éditions Yeo, Paris.
- Michel Houssin. Des yeux bleus avec un crayon gris, éditions Acte Sud.  (ISBN 2-86869-971-5)

1993
- Hans Bouman ,Totems de silence, éditions Yeo, Paris.

1995
- Milshtein et ses secrets, édition du musée de Troyes.
- Philippe Charpentier : peindre comme respirer, éditions Yeo, Paris.

1996
- Wet, poèmes illustrations Benjamin Levesque, Éditions Yeo, Paris.

1998
- Céleste, poème, illustration de Jean-Pierre Le Boul'ch, Éditions Yeo, Paris.

1999
- Le Siècle de Christian Zeimert (préface), Éditions Yeo, Paris.

2003
- Une vie inventée, Leigh Bowery, Area revue no 4, mars 2003

2005
- Rétrospective Jean-Pierre Le Boul'ch, 1940-2001, avec Pierre Tilman, édition du Musée de Toulon.  (ISBN 9782905076502)

2008
- Louttre.B : l'œuvre gravé, 1984-2006 (préface), édition du Musée de Sens.  (ISBN 9782352760313)
- Ombres heureuses, Bernard Ollier, édition du Musée de Rouen.  (ISBN 9782352760375)

2014
- Franciszek Starowieyski Przyjaznie Paryskie 1683-1693, édité par Panstwowa Galeria Sztuki, texte en polonais et traduction en français.  (ISBN 978-83-61270-81-2)

2015
- Catherine Valogne - Descargues et à divers, vente hôtel Drouot 23 juin 2015, introduction, biographie.
- Velickovic -Peintures 1954-2013, Bernard Noël et Alin Avila, Éditions Courcuff Gradenigo.  (ISBN 978-2353401383)

2016
- Trait, dessins de Vladimir Velickovic. Edition Timeless, Toulouse.
- Un monde de plis - Simone Pheulpin, Collection Artistes de la Matière, Éditions Atelier d'art.  (ISBN 979-10-96404-01-8)
- Fable de terre - Agnés Debizet, Collection Artistes de la Matière, Éditions Atelier d'art.  (ISBN 979-10-96404-00-1)
- L'âme du bois -Alain Mailland". Collection Artistes de la Matière, Éditions Atelier d'art.  (ISBN 979-10-96404-02-5)
- 100 images de l'histoire des Chinois de France. De X. et V. Ye, préface, Éditions Pacifica.  (ISBN 978-2-916578-67-5)

2017
- Explorateur du verre - Allain Guillot, Collection Artistes de la Matière, Éditions Atelier d'art.  (ISBN 979-10-96404-03-2)
- Projection de l'âme 2 - Cheung Chiwai, Éditions d'Art et de Littérature de la Chine. Hong Kong.

2018
- Constellation Rispal - Josette Rispal et Alin Avila, Éditions Area.  (ISBN 978-2-35276-113-6)

2022
- L'art pense le monde, Écrits, paroles, journal 1979-1999 - Alin Avila, Éditions Saison De Culture.  (ISBN 979-10-96950-10-2)
- Milshtein de A à Zwy - Alin Avila, Éditions Area.  (ISBN 978-2-35276-151-8)

2023
- Chemins de Traverse - Hans Bouman, Éditions Area

## Entretiens
- François Barré, C'est l'histoire d'un regard, Area revue n°1, page 78, mars 2002
- Alfred Pacquement, Le benjamin de la bande, Area revue n°1, page 82, mars 2002
- Germain Viatte, Le temps qui passe, Area revue n°1, page 94, mars 2002
- André Santini, Les réflexes culturels, Area revue n°1, page 146, mars 2002
- Magdi Senadji, Area revue n°1 page 151, mars 2002
- Yves Dauge, Contre la culture vitrine, Area revue n°1, page 160, mars 2002
- Myonghi, Dessiner, avec le vent..., Area revue n°2, page 84, juin 2002
- Jean-Didier Vincent, Chimie de la création, polysensorialité et représentations, Area revue no 3, page 28 sq., 2002, novembre 2002
- Pat Andrea, Les vierges, l'hymen, les paupières et le regard, Area revue n°3, page 49, novembre 2002
- Paolo Calia, Se jouer des nuits, Area revue n°4, page 63, mars 2003
- Gérard Gassiot-Talabot, La figuration narrative par Alin Avila et Jean-Luc Chalumeau, Area revue n°4, page 156, mars 2003
- Yann Kersalé, Monsieur 100 000 Leds ou le modeleur de l'espace, Area revue n°13, page 79, automne-hiver 2006
- Pierre Soulages, Les honneurs et l'obscur, Area revue n°14, page 11, mars 2007
- Nathalie Heinich, La singularité à tout prix, Area revue n°14, page 35, mars 2007
- Maurice Lévy, Abu Dhabi, Tokyo, d'un palais l'autre, Area revue n°14, page 37, mars 2007
- Jacques Rigaud, Jacques Duhamel, sous les feux  du renouveau, Area revue n°14, page 52, mars 2007
- Maurice Druon, Cocktail ou sébile, Area revue n°14, page 55, mars 2007
- Alain Crombecque, Michel Guy spectateur professionnel, Area revue n°14, page 58, mars 2007
- Jacques Toubon, Pour ces peuples qui ont fabriqué la France, Area revue n°14, page 71, mars 2007
- Jean-Jacques Ceccarelli, Etre ce que l'on fait, Area revue  n°21, page 69, printemps 2010
- Jean-Jacques Aillagon, L'homme, cet animal culturel, Area revue n°14, page 89, mars 2007
- Vladimir Velickovic, L'obstiné, Area revue n°21, page 96, printemps 2010
- Julio Le Parc, Utopie-lumière, Area revue n°21, page 113, printemps 2010
- Joseph Julien Guglielmi, Zébrer la langue, Area revue n°21, page 159, printemps 2010
- François de Nomé et Didier Barra, Monsù Desiderio, le couple démenti, Area revue n°27, page 15, automne 2012
- Jean-Claude Kaufman, La règle d'or, Area revue n°27, page 21, automne 2012
- Abraham Hadad, Deux fois eux, Area revue n°27, page 55, automne 2012
- Raphaële Martin-Pigalle, L'art d'aimer, Area revue n°27, page 65, automne 2012
- Martin McNulty, La règle des deux, Area revue n°27, page 108, automne 2012
- Sophie Bassouls, Area revue n°27, page 130, automne 2012
- Hans Bouman, Je peins, donc tu es, Area revue N°34, pages 100-103, printemps 2018

Notes et références
1. ↑  Voir sur le site nouvelobs.com.
2. ↑  Voir sur le site lemonde.fr.
3. ↑  Voir sur le site lexpress.fr.
4. ↑  Voir sur le site artaujourdhui.info.
5. ↑  Voir sur le site liberation.fr.
6. ↑  Voir sur le site artaujourdhui.info.
7. ↑  Voir sur le site artclair.com.